# 北海道道696号喜茂别停车场线
北海道道696号喜茂别停车场线（日语：北海道道696号喜茂別停車場線）是一条位于北海道虻田郡喜茂別町的普通道级道路（北海道道）。

## 道路概况
- 起点：北海道虻田郡喜茂別町喜茂別（旧国铁喜茂别站）
- 終点：北海道虻田郡喜茂別町喜茂別
- 总距离：0.9千米

## 经过的自治体
- 胆振综合振兴局
  - 虻田郡喜茂別町

## 主要连接道路
- 国道230号（终点）

## 历史
- 1971年（昭和46年）3月31日 - 路線勘定（北海道告示第1000号）